# Орден Верности (Франция)
Орден Верности (фр. Décoration de la Fidélité или Ordre de la Fidélité) — почётный знак отличия, учреждённый во Франции вскоре после повторной реставрации Бурбонов в 1815 году.

## История
26 апреля 1814 года для вознаграждения отличившихся представителей Национальной гвардии Парижа был учреждён знак отличия Лилии. Знак свидетельствовал о заслугах национальных гвардейцев в сложный для Франции период смены верховной власти. Уже 9 мая это отличие было распространено и на Национальные гвардии других регионов Франции.
Для того, чтобы выделить Национальную гвардию Парижа перед остальными, а также в знак новых заслуг во время Ста дней, король Людовик XVIII указом от 5 февраля 1816 года учредил знак отличия Верности. Новое отличие предназначалось исключительно для парижской гвардии.
Знак Верности имел 2 степени, золотую и серебряную. Золотым знаком могли быть награждены «показавшие наибольшее рвение к службе, или отмеченные преданностью делу», с условием, что награждаемый уже имел в течение не менее года серебряный знак.
После прихода к власти короля Луи-Филиппа, королевским указом от 10 февраля 1831 года все знаки отличия, учреждённые в память о событиях 1814 и 1815 годов, в том числе и знак отличия Верности, были упразднены.

## Описание
Знак 2-й степени — серебряная перевёрнутая пятиконечная звезда белой эмали с шариками на концах. Между верхними лучами звезды серебряный цветок лилии (фр. fleur de lys), над которым закреплена серебряная королевская корона. В центре лицевой стороны звезды круглый золотой медальон с ободком синей эмали. В центре медальона профильный портрет влево короля Людовика XVIII, на ободке надписи: «FIDELITE» и «DEVOUEMENT», и три звёздочки снизу. В центре оборотной стороны звезды такой же медальон, в центре которого изображение цветка лилии, а на ободке надписи: «12 AVRIL — 3 MAI 1814» и «19 MARS — 3 JUILLET 1815». В верхней части короны имеется кольцо, через которое пропускается лента.
Знак 1-й степени — такой же как и знак 2-й степени, но полностью золотой.
Лента — шёлковая муаровая из трёх полос равной ширины: двух синих (фр. bleu roi) и одной белой.

## Комментарии
1. ↑  В официальных документах награда именовалась décoration (фр. — знак отличия), но уже вскоре после учреждения в самой Франции (в основном в монархических кругах, для поднятия престижа), а затем и в мировой фалеристической литературе, за наградой закрепилось именование ordre (фр. — орден)[1][2]. Для традиционной наградной системы Франции употребление термина ordre характерно для учреждений, имеющих организацию по принципу древних рыцарских орденов (с гроссмейстером, капитулом и чёткой иерархией — орден Святого Духа, орден Почётного легиона), и не применимо для знаков отличия, не имеющих подобной организации (орден Лилии, Июльский крест).
2. ↑  Встречается также дата 15 апреля 1816 года[3][4].
3. ↑  Фактически новый знак рассматривался, как тот же знак Лилии, но с новым внешним видом.